# Timothy T.
Timothy T., född 21 mars 1967 i USA, död 1978 i Italien, var en amerikansk varmblodig travhäst. Han inledde karriären i Nordamerika hos tränare John Simpson Sr. Han importerades sedan till Italien, där han tränades och kördes av Giancarlo Baldi.
Timothy T. var en av världens bästa hästar under mitten av 1970-talet. Han sprang in cirka 900 000 dollar. Han tog karriärens största segrar i Hambletonian Stakes (1970), Kentucky Futurity (1970), Prix de Paris (1974), Gran Premio delle Nazioni (1974, 1975) och Elitloppet (1974, 1975). Han kom även på andraplats i Gran Premio Lotteria (1974).
Han är en av nio hästar som har lyckats vinna Elitloppet två gånger (även Timoko, Varenne, Mack Lobell, Copiad, Idéal du Gazeau, Roquépine, Eileen Eden och Gelinotte).
Han utsågs till "Årets 3-åring" i Nordamerika 1970.
Timothy T. skadade sig allvarligt i sin box i början av januari 1978. Trots en omfattande operation så gick hans liv inte att rädda.